# MHC Castricum
MHC Castricum is een hockeyclub uit de Nederlandse plaats Castricum. De heren en dames van Castricum komen met ingang van seizoen 2024-2025 uit in de tweede klasse. De club beschikt over twee watervelden op sportpark Wouterland.
De hoofdsponsor van MHC Castricum is   Basic Label